# Icacina trichantha
Icacina trichantha är en tvåhjärtbladig växtart som beskrevs av Oliver.. Icacina trichantha ingår i släktet Icacina och familjen Icacinaceae. Inga underarter finns listade i Catalogue of Life.